# BJ Y6 1
Der Schienenbus der Baureihe Y6 Nr. 1 wurde von Bergslagernas Järnvägar 1933 für die von ihr bediente Bahnstrecke Alvhem–Lilla Edet der Lödöse–Lilla Edets Järnvägsaktiebolag beschafft.
Der Kauf des Fahrzeuges bei Nydqvist och Holm in Trollhättan erfolgte, um auf der Strecke die bis zu diesem Zeitpunkt mit Dampflokomotiven geführten Personenzüge teilweise zu ersetzen sowie die Strecke benutzerfreundlicher zu bedienen.

## Technische Daten
Der zweiachsige Schienenbus wurde mit 35 Sitzplätzen und 15 Stehplätze geliefert. Die Breite betrug 2,70 m, die Sitzplatzanordnung war 2+3 je Reihe. Die Sitze waren aus einem leichten Stahlrahmen gefertigt und mit Leder überzogen. Die innere Deckenhöhe betrug 1,95 m, die Gesamtlänge 8,65 m, der Radstand 5,50 m und der Überhang hinter der Hinterachse 2,31 m.
Das Fahrzeug hatte ein Leergewicht von 7,5 Tonnen. Bei Volllast mit Fahrgästen betrug das Gesamtgewicht etwa zwölf Tonnen. Der Antrieb erfolgte durch einen Maybach-6-Zylinder-Benzinmotor mit 1.900 Umdrehungen pro Minute. Dieser leistete 105 PS und wurde mit einer Mischung aus Benzin und 25 % Alkohol betrieben. Er verfügte über zwei Solexvergaser und zwei unabhängige Zündsysteme, eine Bosch-Magnetzündung sowie eine Batteriezündung. Die Kühlung erfolgt mit einem Lamellenkühler mit Jalousien, der durch ein Thermostat automatisch geregelt wurde.
Das mechanische Zahnradgetriebe hatte drei Vorwärtsgänge und einen Rückwärtsgang. Das Fahrzeug hatte eine gute Beschleunigung und erreichte bei Testfahrten eine Geschwindigkeit auf 120 km/h. Die normale Geschwindigkeit wurde auf 85 km/h festgelegt. Gebremst wurde durch zwei komplett unabhängige Systeme, die auf die Bremstrommeln mit inliegenden Backen wirkten. Die Fußbremse wirkte auf alle vier Räder, sowohl mechanisch als auch mit dem Bosch-Devandre-Bremskraftverstärker, der die Bremsleistung verbesserte. Die Bremse arbeitete mit Unterdruck vom Motor, durch einen Vakuum-Behälter mit 85 Litern verstärkt und hatte ein Rückschlagventil. Die mit einer Sperre versehene Feststellbremse wirkte direkt auf die Hinterräder. Mit der effektiven Bremswirkung konnte der Schienenbus von 70 km/h innerhalb 20 Sekunden zum Stillstand gebracht werden. Im Inneren des Triebwagens befanden sich Griffe für die Notbremse.
Die Achsen besaßen Kugellager. Außen war das Fahrzeug mit einem speziell gegen Rostbildung behandelten Blech beplankt. Beide Radreifen der Vorderachse waren gummifedert gelagert, damals eine Neukonstruktion bei NOHAB. Dies sorgte bei höheren Geschwindigkeiten für einen ruhigen, vibrationsfreien Lauf. Die Vorderachse war kurvenläufig gebaut, so dass sich die Räder bei Kurvenfahrten an die Gleislage anpassten. Zudem war der Wagenkasten gummigefedert auf dem Fahrgestell aufgesetzt.

## Einsatz
Auf der 15 Kilometer langen Strecke Alvhem–Lilla Edet wurde der Schienenbus für den Personenverkehr mit Ausnahme an Samstagen und Sonntagen, an denen auf Grund der Zahl der Fahrgäste Dampfzüge verkehren mussten, eingesetzt. Bei Probefahrten zur Bestimmung des Zeitplanes wurde mit einer maximalen Geschwindigkeit von 75 km/h eine Gesamtlaufzeit von etwa 21 Minuten für die Strecke ermittelt. Durchschnittlich wurden acht Halte zwischen den Endstationen berücksichtigt. Der Triebwagen war so konzipiert, dass er an Haltestellen außerhalb der Bahnhöfe halten konnte. Er hielt auf Wunsch zudem an großen Wegkreuzungen. Der durchschnittliche Abstand zwischen Haltepunkten betrug nur 1,7 km. Der Triebwagenführer übernahm den Fahrkartenverkauf sowie die Post- und Güterannahme.
Es wurde ein Benzinverbrauch während der Probefahrten im Durchschnitt von 2,88 Liter je Meile errechnet. Die zu errechnenden Einsparungen wurden drei Liter je Meile angesetzt.
Durch den Schienenbus konnten ein Kohlenwächter, ein Schaffner und ein Heizer eingespart werden, dazu kam ein berechneter Betrag für Krankheitsreserve. Diese Berechnung ergab eine Einsparung von etwa 9.300 Kronen pro Jahr.
Dies hatte zur Folge, dass einige Jahre später weitere Schienenbusse mit geänderten Bauparametern für das Netz der Bergslagernas Järnvägar beschafft wurden.